# (149) Medusa
(149) Medusa ist ein Asteroid des inneren Hauptgürtels, der am 21. September 1875 vom französischen Astronomen Henri Joseph Perrotin am Observatoire de Toulouse entdeckt wurde.
Der Asteroid wurde benannt nach einer der drei Gorgonen. Medusa war sterblich, während die anderen beiden, Euryale und Stheno, unsterblich waren. Die Augen der drei Gorgonen hatten die Macht, Zuschauer zu töten oder in Stein zu verwandeln. Perseus tötete Medusa, schnitt ihr den Kopf ab und legte ihn auf den Schild der Athene, wo er die gleiche versteinernde Kraft hatte wie zu Medusas Lebzeiten. Aus dem Blut der Medusa entsprang das geflügelte Pferd Pegasos.

## Wissenschaftliche Auswertung
Aus Ergebnissen der IRAS Minor Planet Survey (IMPS) wurden 1992 erstmals Angaben zu Durchmesser und Albedo für zahlreiche Asteroiden abgeleitet, darunter auch (149) Medusa, für die damals Werte von 19,8 km bzw. 0,23 erhalten wurden. Eine Auswertung von Beobachtungen durch das Projekt NEOWISE im nahen Infrarot führte 2012 zu vorläufigen Werten für den Durchmesser und die Albedo im sichtbaren Bereich von 23,7 km bzw. 0,15. Nach der Reaktivierung von NEOWISE im Jahr 2013 und Registrierung neuer Daten wurden die Werte 2015 mit 19,0 km bzw. 0,31 angegeben, diese Angaben beinhalten aber hohe Unsicherheiten.

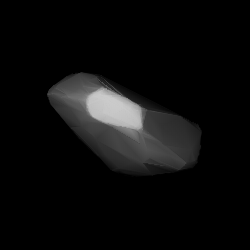
Berechnetes 3D-Modell von (149) Medusa

Photometrische Beobachtungen des Asteroiden erfolgten erstmals am 23. und 24. Oktober 1981 am Table Mountain Observatory und am Lowell-Observatorium in Arizona. Während der Beobachtungszeiten konnte aber nur ein Teil einer Lichtkurven-Periodizität erfasst werden. Man konnte damals die Rotationsperiode nur auf etwa 26 h abschätzen. Bei zwei Messungen des Asteroiden am 12. Februar 1989 und 1. Februar 1992 am Mount-Lemmon-Observatorium in Arizona wurden nur sehr bruchstückhafte Teile einer Lichtkurve erfasst, aus denen keine verbesserte Rotationsperiode bestimmt werden konnte. Eine neue Beobachtung vom 1. Oktober bis 23. November 2010 am Organ Mesa Observatory in New Mexico konnte dagegen eine detaillierte Lichtkurve aufzeichnen und eine Rotationsperiode von 26,038 h bestimmen.
Aus den archivierten photometrischen Daten des United States Naval Observatory in Arizona und der Catalina Sky Survey und weiteren Beobachtungen aus 2010 wurden dann in einer Untersuchung von 2013 Gestaltmodelle des Asteroiden für zwei alternative Ausrichtungen der Rotationsachse mit retrograder Rotation sowie eine Rotationsperiode von 26,0454 h bestimmt.
Aus archivierten Daten des Asteroid Terrestrial-impact Last Alert System (ATLAS) aus dem Zeitraum 2015 bis 2018 konnte in einer Untersuchung von 2022 mit der Methode der konvexen Inversion eine Rotationsperiode von 26,0451 h berechnet werden. Im Jahr 2023 wurde aus photometrischen Messungen von Gaia DR3 erneut ein dreidimensionales Gestaltmodell des Asteroiden für eine Rotationsachse mit retrograder Rotation und einer Periode von 26,045 h berechnet.